# ناو باییه
ناو باهیا (به انگلیسی: Brazilian cruiser Bahia) یک کشتی بود که طول آن ۱۲۲٫۳۸ متر (۴۰۱٫۵ فوت) بود. این کشتی در سال ۱۹۰۹ ساخته شد.